# Eindig lichaam (Ned) / Eindig veld (Be)
Een eindig lichaam (Nederlands) of eindig veld (Belgisch), galoislichaam, galoisruimte, of galoisveld, genoemd naar Évariste Galois, is een lichaam/veld met een eindig aantal elementen. Dit aantal, de orde van het lichaam genoemd, kan alleen maar een macht van een priemgetal zijn. Omgekeerd is er voor ieder dergelijk aantal een eindig lichaam. Die zijn op isomorfie na eenduidig.
Eindige lichamen/velden worden gebruikt in de cryptografie, coderingstheorie, galoistheorie, getaltheorie en algebraïsche meetkunde. Een eindig lichaam/veld van orde {\displaystyle q} wordt vaak genoteerd als {\displaystyle \mathrm {GF} (q)} of {\displaystyle \mathbb {F} _{q}}, waarbij de letters G en F verwijzen naar het Engelse Galois Field.
Galois heeft eindige lichamen in 1830 ingevoerd, maar pas door toedoen van de Amerikaanse wiskundige Eliakim Moore (1862-1932) werd er meer met eindige lichamen gerekend. Eindige lichamen zijn belangrijk geworden met de komst van digitale elektronica en computers en de ontwikkeling van de informatietheorie en discrete wiskunde.

## Lichaam
Net als elk lichaam is ook een eindig lichaam een verzameling die is uitgerust met de bewerkingen optellen, aftrekken, vermenigvuldigen en delen, waarbij de verzameling voor deze bewerkingen gesloten is. Dat wil zeggen dat het resultaat van de bewerking een element moet zijn in de eindige verzameling van elementen. Delen door nul is niet gedefinieerd. Bovendien zijn optelling en vermenigvuldiging beide associatief en commutatief en is de vermenigvuldiging distributief ten opzichte van de optelling.
Als optellen of vermenigvuldigen wordt toegepast op de normale manier, is de verzameling ofwel niet gesloten, dus geen lichaam, of een oneindig groot lichaam, want met 1 zijn ook 1 + 1 = 2, 2 + 1 = 3, 3 + 1 = 4 enzovoort elementen van het lichaam. Om deze reden worden de normale bewerkingen niet gebruikt, maar worden in eindige lichamen alle operaties modulo een priemgetal uitgevoerd. Dat priemgetal wordt de karakteristiek van het lichaam genoemd.

### Voorbeelden
- galoislichaam GF(16)
- galoislichaam GF(25)

## Orde
De orde of kardinaliteit van een eindig lichaam is het aantal elementen van het lichaam. Omdat ieder element uit een lichaam, dat ongelijk aan 0 is, een invers element voor de vermenigvuldiging moet hebben, bestaat er niet voor elke orde een eindig lichaam. De verzameling van elementen die geen nul zijn van een lichaam {\displaystyle \mathrm {GF} (q)} wordt genoteerd als {\displaystyle \mathrm {GF} (q)^{*}} en wordt de multiplicatieve groep van het lichaam genoemd. 

### Voorbeeld
In {\displaystyle \mathbb {Z} _{4}}, dus met {\displaystyle q=4}, geldt:
{\displaystyle 2\times 0\equiv 0\mod 4}
{\displaystyle 2\times 1\equiv 2\mod 4}
{\displaystyle 2\times 2\equiv 0\mod 4}
{\displaystyle 2\times 3\equiv 2\mod 4}
Er is dus in {\displaystyle \mathbb {Z} _{4}} geen element {\displaystyle a} waarvoor geldt dat {\displaystyle 2\times a\equiv 1\ \ {\text{mod}}\ 4}. Daarom is {\displaystyle \mathbb {Z} _{4}} geen lichaam. {\displaystyle \mathbb {Z} _{4}} is overigens wel een groep voor de optelling.

## Priemlichaam
Het blijkt dat er alleen eindige lichamen bestaan met een orde die ofwel gelijk is aan een priemgetal, een zogenaamd priemlichaam, ofwel aan een macht van een priemgetal, een zogenaamde lichaamsuitbreiding (Ned) / velduitbreiding (Be). Het priemgetal {\displaystyle p} wordt de karakteristiek genoemd en de macht {\displaystyle m} de uitbreidingsgraad van {\displaystyle \mathrm {GF} (p^{m})}. 
Er bestaat dus bijvoorbeeld wel een eindig lichaam met vier elementen, namelijk het lichaam {\displaystyle \mathrm {GF} (2^{2})}. Hierin hebben de drie elementen die geen nul zijn een multiplicatieve inverse.
Een priemlichaam is een lichaam dat geen van zichzelf verschillende deellichamen bevat. Af te leiden is dat voor een eindig lichaam dat tevens een priemlichaam is, geldt dat het aantal elementen een priemgetal is. Voor ieder priemgetal {\displaystyle p} geldt dat {\displaystyle \mathbb {Z} _{p}}, de natuurlijke getallen {\displaystyle \{0,1,\ldots ,p-1\}} met optellen en vermenigvuldigen modulo {\displaystyle p}, een voorbeeld is van een priemlichaam met {\displaystyle p} elementen.
Een lichaams- of velduitbreiding van een eindig lichaam {\displaystyle \mathrm {GF} (p)} is een eindig lichaam {\displaystyle \mathrm {GF} (p^{m})} met {\displaystyle m\neq 1}. Het voorbeeld hierboven laat zien dat {\displaystyle \mathbb {Z} _{4}} geen lichaam is, maar {\displaystyle \mathrm {GF} (2^{2})} wel. Een lichaam met 4 elementen moet kennelijk op een andere manier worden geconstrueerd als uitbreidingslichaam van {\displaystyle \mathbb {Z} _{p}}. Lichaamsuitbreidingen kunnen worden gezien als een {\displaystyle m}-dimensionale algebra over het lichaam {\displaystyle \mathrm {GF} (p)=\mathbb {Z} _{p}}. Een element {\displaystyle \beta } in een lichaamsuitbreiding {\displaystyle \mathrm {GF} (p^{m})} kan uniek worden geschreven als een lineaire combinatie {\displaystyle \beta =b_{m-1}\alpha ^{m-1}+\ldots +b_{1}\alpha +b_{0}} van machten {\displaystyle 1,\alpha ,\ldots ,\alpha ^{m-1}} van {\displaystyle \alpha }, een wortel van een irreducibel polynoom {\displaystyle f(x)} van graad {\displaystyle m} over het lichaam {\displaystyle \mathrm {GF} (q)}. De coëfficiënten {\displaystyle b_{i}} zijn elementen van {\displaystyle \mathrm {GF} (q)}. 
Optellen en aftrekken in een lichaamsuitbreiding is gewoonweg modulo rekenen in meer dimensies, maar vermenigvuldigen en delen is niet op deze manier te definiëren. Daarvoor wordt het irreducibele polynoom {\displaystyle f(x)} gebruikt: de twee te vermenigvuldigen elementen van {\displaystyle \mathrm {GF} (q)}, beide een lineaire combinatie, worden op de normale manier met elkaar vermenigvuldigd en in het resultaat wordt {\displaystyle \alpha ^{m}} vervangen door een lineaire combinatie van lagere machten van {\displaystyle \alpha }, gegeven door de reducerende vergelijking {\displaystyle f(\alpha )=0}. 
In een eindig lichaam kunnen alle multiplicatieve inversen gevonden worden door eenmalig een complete vermenigvuldigingstabel op te stellen en bij een element {\displaystyle x} het element {\displaystyle y} te zoeken waarvoor geldt: 
{\displaystyle x\cdot y\equiv 1\mod p}

### Voorbeeld
- {\displaystyle \mathrm {GF} (3)} met de elementen 0, 1 en 2

{\displaystyle 1+1\equiv 2\mod 3}
{\displaystyle 1+2\equiv 0\mod 3}
{\displaystyle 2\times 2\equiv 1\mod 3}
dus ook
{\displaystyle 2^{-1}\equiv 2\mod 3}

### Primitief element
Elk eindig lichaam heeft ten minste een element {\displaystyle \alpha } waarvoor geldt {\displaystyle \alpha ^{q-1}=1} en {\displaystyle \alpha ^{n}\neq 1} voor {\displaystyle 1<n<q-1}. Zo'n {\displaystyle \alpha } wordt een primitief element genoemd. Een primitief element is voortbrenger van de multiplicatieve groep van het lichaam, die dus bestaat uit de machten van het primitieve element.

## Voorbeeld
Een voorbeeld van een eindig lichaam is het galoislichaam GF(16) = {\displaystyle \mathrm {GF} (2^{4})} dat 16 elementen heeft. Om dit lichaam te construeren moet als eerste worden gezocht naar een irreducibel polynoom {\displaystyle f(x)} over {\displaystyle \mathrm {GF} (2)} met graad 4. Een van de wortels van dit polynoom krijgt de naam {\displaystyle \alpha }. Ieder element van {\displaystyle \mathrm {GF} (16)} kan nu worden voorgesteld als een derdegraadspolynoom in {\displaystyle \alpha } over {\displaystyle \mathrm {GF} (2)}. Het is duidelijk dat er 16 dergelijke polynomen bestaan. De optelling is nu identiek aan de optelling in een 4-dimensionale lineaire vectorruimte over {\displaystyle \mathrm {GF} (2)}. De vermenigvuldiging is gedefinieerd als de vermenigvuldiging voor polynomen.
Voor het vinden van een irreducibel vierdegraadspolynoom over {\displaystyle \mathrm {GF} (2)} is het handig te weten welke de irreducibele polynomen van lagere graad zijn. De situatie kan met het zoeken naar priemgetallen worden vergeleken. De irreducibele polynomen van lagere graad zijn: 
- graad 1: {\displaystyle x} en {\displaystyle x+1}
- graad 2: {\displaystyle x^{2}+x+1}, de overige tweedegraadspolynomen kunnen door {\displaystyle x}, door {\displaystyle x+1} of door beide worden gedeeld.
- graad 3: {\displaystyle x^{3}+x+1} en {\displaystyle x^{3}+x^{2}+1}

Nu kan een irreducibel polynoom van de graad 4 worden gezocht. Een polynoom dat niet door een van de bovengenoemde polynomen kan worden gedeeld, dus irreducibel is, is: {\displaystyle f(x)=x^{4}+x+1}. 
De vermenigvuldiging van twee elementen uit {\displaystyle \mathbb {F} _{16}}, voor te stellen door {\displaystyle a_{3}\alpha ^{3}+a_{2}\alpha ^{2}+a_{1}\alpha +a_{0}} en {\displaystyle b_{3}\alpha ^{3}+b_{2}\alpha ^{2}+b_{1}\alpha +b_{0}}, is dus nu gedefinieerd door deze twee polynomen in {\displaystyle \alpha } met elkaar te vermenigvuldigen, over {\displaystyle \mathrm {GF} (2)}, en het resultaat te reduceren tot een derdegraads of lageregraads polynoom in {\displaystyle \alpha }, er daarbij gebruik van makend dat {\displaystyle f(\alpha )=\alpha ^{4}+\alpha +1=0}.

## Websites
- MathWorld. Finite Field.